# Taube (Familienname)
Taube ist ein deutscher und schwedischer Familienname.

## Namensträger
- Adolf von Taube (1810–1889), deutscher Kammerherr und Politiker
- Aino Taube (1912–1990), schwedische Schauspielerin
- Arved von Taube (1905–1978), deutschbaltischer Historiker
- Betty Taube (* 1994), deutsches Model
- Carlo Sigmund Taube (1897–1944), österreichischer Komponist und Pianist
- Christel Taube (* 1936), deutsche Ärztin und Hochschullehrerin
- Dagmar von Taube, deutsche Journalistin
- Dietrich Taube (1932–2021), deutscher Schauspieler, Theaterregisseur und -intendant
- Dietrich von Taube (1594–1639), deutscher Landvogt und Oberhofmarschall
- Elise Taube (* 1861), deutsche Ärztin
- Emil Heinrich Taube (1819–1892), deutscher Geistlicher und Superintendent
- Erika Taube (1933–2020), deutsche Ethnologin
- Ernst Friedrich Graf von Taube († 1694), deutscher Kammerherr und Reichspfennigmeister
- Evert Taube (1890–1976), schwedischer Dichter, Komponist, Sänger und Maler
- Ephraim Oskar Taube (1829–1888), deutscher Richter
- Friedhelm Taube (* 1955), Professor für Agrarwissenschaften am Institut für Pflanzenbau und Pflanzenzüchtung an der Universität Kiel
- Friedrich Wilhelm von Taube (1728–1778), deutscher Verwaltungsbeamter in österreichischen Diensten
- Friedrich Wilhelm Taube von der Issen (1744–1807), livländischer Landespolitiker
- Gerd Taube (* 1962), deutscher Theaterwissenschaftler und Hochschullehrer
- Gustav Wilhelm Taube von der Issen (1715–1775), livländischer Landespolitiker
- Heinrich Taube von Selbach († 1364), Kleriker und Jurist
- Henry Taube (1915–2005), US-amerikanischer Chemiker
- Jakob Taube (* 1961), deutscher Orientalist und Publizist
- Jakob Johann von Taube (Jakob Johan Taube af Kudding; 1624–1695), schwedischer Generalmajor und Gouverneur
- Jan Taube (* 1984), deutscher Eishockeyspieler
- Johann Daniel Taube (1727–1799), deutscher Arzt
- Johannes Ambrosius Taube (1778–1823), Ordensgeistlicher, Theologe und Delegat
- Karl Andreas Taube (* 1957), US-amerikanischer Anthropologe, Volkskundler, Archäologe und Historiker
- Klaus Taube (* 1935), deutscher Fußballspieler
- Ludwig von Taube (Karl August Ludwig Graf von Taube; 1771–1816), deutscher Diplomat und Politiker
- Manfred Taube (1928–2021), deutscher Tibetologe
- Max Taube (1851–1915), deutscher Mediziner
- Michael von Taube (1869–1961), russischer Jurist und Politiker
- Michael Taube (1890–1972), polnisch-israelischer Pianist und Dirigent
- Mieczyslaw Taube (1918–2009), Polnischer Chemiker und Professor in der Schweiz
- Mortimer Taube (1910–1965), US-amerikanischer Bibliothekar
- Otto von Taube (1879–1973), deutscher Schriftsteller, Jurist, Kunsthistoriker und Übersetzer
- Reinhard Dietrich Graf von Taube (1627–1681), Kanzler und Kammerherr
- René Taube (1919–2013), amerikanischer Literaturwissenschaftler österreichischer Abstammung, Emigrant
- Robert Taube (1880–1964), deutscher Schauspieler
- Rosemarie Taube (1923–2022), deutsche Juristin, Richterin
- Rudolf Taube (* 1931), deutscher Chemiker
- Shmuel Baruch Taube (1914–2008), polnisch-israelischer Kantor
- Sven-Bertil Taube (1934–2022), schwedischer Sänger und Schauspieler
- Tad Taube (* 1931), polnisch-amerikanischer Unternehmer und Philanthrop
- Theodor Taube (1864–1919), deutsch-baltischer Geistlicher und Märtyrer
- Victor von Taube (1854–1914), estländischer Gutsbesitzer, Unternehmer sowie Friedensrichter
- Wolfgang Taube (* 1975), deutscher Sportwissenschaftler und Hochschullehrer